# Tõnu Õnnepalu
Tõnu Õnnepalu (13. září 1962, Tallinn) je estonský spisovatel.
V letech 1980-1985 vystudoval biologii na univerzitě v Tartu. Na konci studií také začal publikovat, nejprve básně. Některé z nich byly zhudebněny estonským skladatelem Erkki-Svenem Tüürem. V 90. letech začal Õnnepalu psát prózu. Již jeho první román, Piiririik, vzbudil mezinárodní ohlas, byl přeložen do čtrnácti jazyků a stal se nejpřekládanější estonskou knihou 90. let. Õnnepalu ho publikoval pod pseudonymem Emil Tode. Věnoval se v románu tématům jako je homosexualita či izolace. Úspěch ho přiměl věnovat se próze i dál, byť roku 2002 změnil pseudonym a román Harjutused vydal pod jménem Anton Nigov. Od roku 2009 však své prózy vydává pod vlastním jménem - Tõnu Õnnepalu. Je též překladatelem z francouzštiny, do estonštiny převedl texty François Mauriaca, Charlese Baudelaira či Marcela Prousta.

### Próza
- Piiririik ("Hraniční stav", jako Emil Tode, 1993).
- Hind ("Cena", jako Emil Tode, 1995)
- Mõõt ("Míra", jako Emil Tode)[1]
- Printsess ("Princezna", jako Emil Tode)
- Harjutused ("Praxe", jako Anton Nigov 2002)
- Raadio ("Radio", jako Emil Tode 2002)
- Paradiis ("Ráj", jako Tõnu Õnnepalu, 2009)
- Mandala ("Mandala", jako Tõnu Õnnepalu, 2012)
- Valede kataloog. Inglise aed (2017).

### Básně
- Jõeäärne maja (1985)
- Ithaka (1988)
- Sel maal (1990)
- Mõõt (1996)
- Enne heinaaega ja hiljem (2005)
- Kevad ja suvi ja (2009)
- Kuidas on elada (2012)